# Parapluie nucléaire
Pour les articles homonymes, voir Parapluie (homonymie).
Un parapluie nucléaire est une garantie faite par un État disposant de l'arme nucléaire de défendre un autre État non nucléaire allié. Le terme fait généralement référence aux alliances des États-Unis signées avec le Japon,, la Corée du Sud et l'OTAN ainsi que l'Australie pendant la guerre froide. Par ailleurs, les pays du Pacte de Varsovie se retrouvaient de facto sous le parapluie nucléaire soviétique.
Pour certains pays, ce concept permet d'être un substitut au développement d'armes nucléaires et permet la constitution de zones exemptes d'armes nucléaires.

## Emploi du terme
Le terme est également utilisé pour décrire l'alliance militaire américano-israélienne et celle passée avec les monarchies du Golfe.
Après le déclenchement de la guerre sino-indienne en 1962, l'Inde se serait retrouvée sous le parapluie nucléaire américain.
Dix silo à missiles intercepteurs américains devaient être implantés en Pologne après la signature d'un accord sur un bouclier anti-missile entre les deux États en 2009, mais ce projet est finalement annulé après une montée de tensions avec la Russie. En mars 2025, le président polonais Andrzej Duda appelle les États-Unis à transférer des armes nucléaires en Pologne, afin d’étendre le parapluie nucléaire face à la Russie. Le système de défense antimissile de l'OTAN prévoit, entre autres, que des intercepteurs RIM-161 Standard Missile 3 situés en mer puis à terre protègent les membres européens de l’OTAN.
Dans le même temps, le parapluie nucléaire américain dans l'OTAN reste concrétisé encore aujourd'hui malgré la fin de la guerre froide. En 2010, entre 150 et 200 armes nucléaires tactiques B61 en Allemagne, Belgique, Italie, Pays-Bas et Turquie peuvent être utilisées sous double clé par les forces des pays les accueillant, tandis que plus de 7 000 armes nucléaires américaines de toute nature se trouvaient en Europe à la fin des années 1960.